# بطولة ويمبلدون 1997
هنا قائمة ببطولات ويمبلدون سنة 1997:

## الكبار

### فردي رجال
بيت سامبراس هزم  سيدريك بيولاين, 6-4, 6-2, 6-4

### فردي سيدات
مارتينا هينغيز هزم  يانا نوفوتنا, 2-6, 6-3, 6-3

### زوجي رجال
تود وودبريدج و مارك وودفورد هزم  جاكو التينغ و بول هارهويس, 7-6 (4), 7-6 (7), 5-7, 6-3

### زوجي سيدات
غيغي فيرنانديز و ناتاشا زفيريفا هزم  نيكول أرندت و مانون بولغراف, 7-6 (4), 6-4

### زوجي مختلط
سيريل سوك و هيلينا سوكوفا هزم  أندريه أولهوفسكي و لاريسا نايلاند, 4-6 6-3 6-4

## الشباب

### فردي أولاد
ويلسي وايتهاوس هزم  دانييل إلسنر, 6-3, 7-6 (6)

### فردي بنات
كارا بلاك هزم  أوبراي رايبنر, 6-3, 7-5

### زوجي أولاد
لويس هورنا و نيكولاس ماسو هزم  Jaco van der Westhuizen و ويلسي وايتهاوس, 6-4, 6-2

### زوجي بنات
كارا بلاك و إيرينا سليوتينا هزم  ماجا ماتفزيتش و كاترينا سربوتنيكا, 3-6, 7-5, 6-3